# Vjačaslaŭ Hleb
Viačasłaŭ Hleb (in bielorusso Вячаслаў Глеб?; Minsk, 12 febbraio 1983) è un ex calciatore bielorusso, di ruolo attaccante.

## Biografia
È fratello di Aljaksandr Hleb, centrocampista ex Arsenal e Barcellona.

## Carriera

### Nazionale
Ha partecipato agli Europei Under-21 del 2004.

## Palmarès

### Club

#### Competizioni nazionali
- Coppa di Bielorussia: 1

MTZ-RIPA Minsk: 2007-2008
- Supercoppa di Bielorussia: 1

Homel': 2012